# Takaši Kasahara
Takaši Kasahara (* 26. březen 1918) je bývalý japonský fotbalista.

## Reprezentační kariéra
Takaši Kasahara odehrál za japonský národní tým v roce 1940 celkem 1 reprezentační utkání.

## Statistiky
| Japonsko | Japonsko | Japonsko |
| Roky     | Záp.     | Góly     |
| -------- | -------- | -------- |
| 1940     | 1        | 0        |
| Celkem   | 1        | 0        |